# Furtună geomagnetică

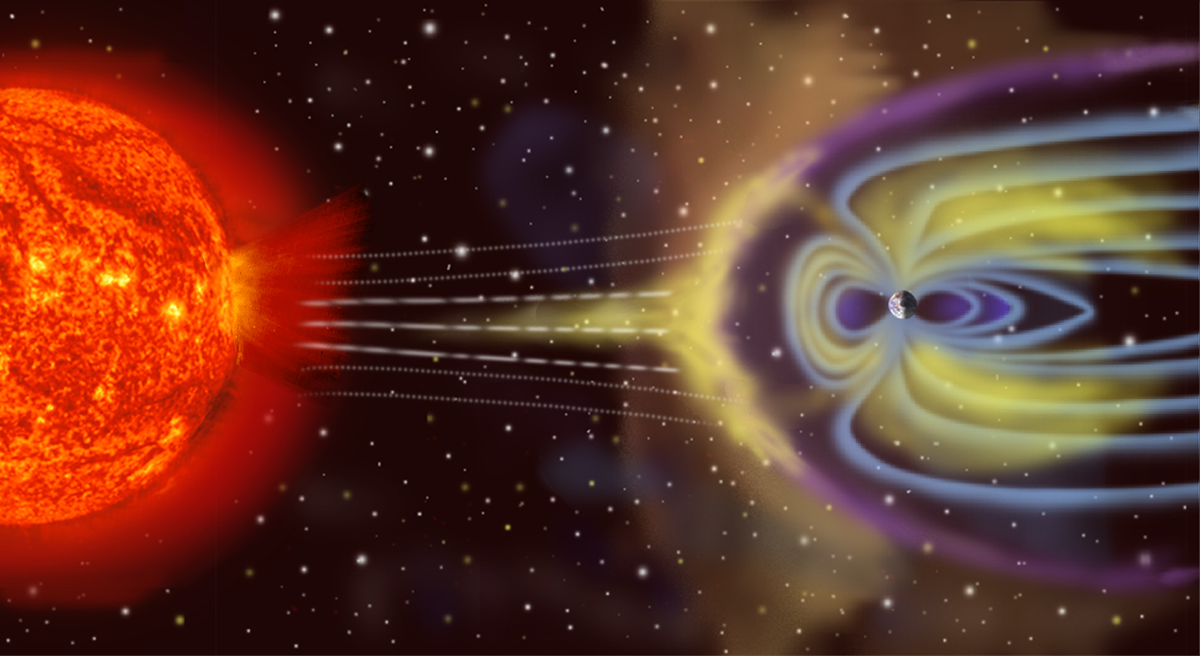
Particulele solare interacționează cu magnetosfera Pământului.

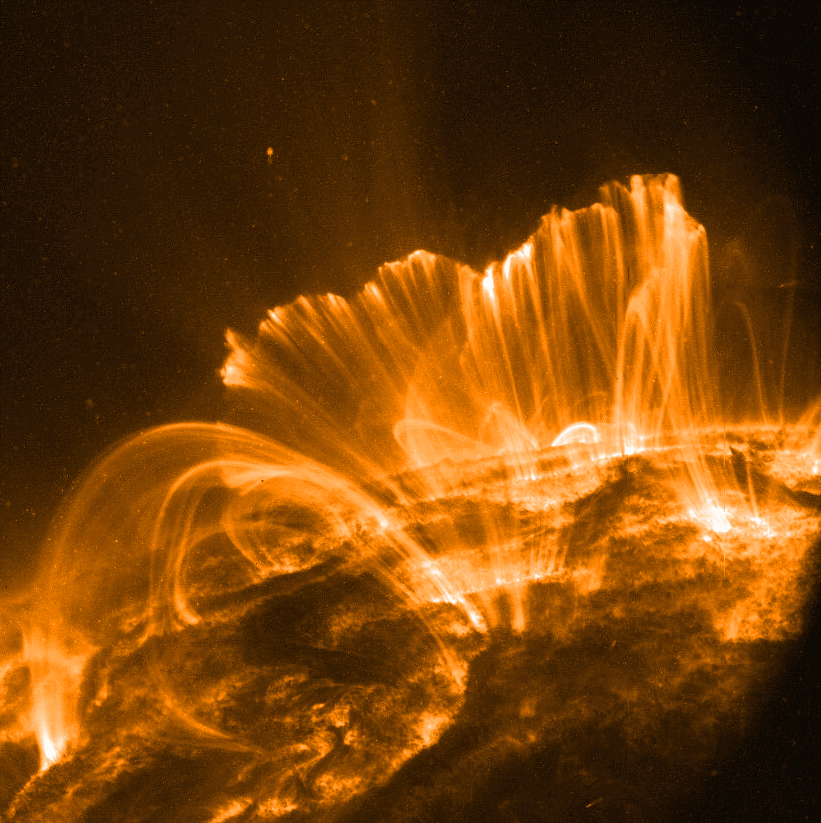
Imagine unei explozii solare capturată de satelitul NASA TRACE

Furtuna geomagnetică este o perturbare temporară a magnetosferei cauzată de perturbări ale materiei interplanetare.
O furtună geomagnetică este o componentă majoră a vremii spațiale și este cauzată de unda de șoc a vântului solar care interacționează cu câmpul magnetic al Pământului.

## Etape
1. Erupție solară
2. Furtună de radiații
3. Ejecție de masă coronală (în engleză Coronal mass ejection)

## Istoric

### Explozii solare
La 23 iulie 2012 a avut cea mai puternică furtună geomagnetică  din ultimii 150 de ani, din fericire aceasta a "ratat" cu puțin Terra.
Aceste explozii solare se referă la un eveniment anunțat de NASA care are loc în 2013-
 2014 și care constă din puternice erupții solare care vor influența câmpul magnetic al Pământului și posibil să aibă consecințe asupra echipamentelor electrice/electronice, dar minime. Fenomenul poartă numele de furtună geomagnetică.
Începând cu 8 ianuarie 2008 Soarele intră în cel de-al 24-lea ciclu solar. Președintele NOAA Space Weather Prediction Center, Douglas Biesecker spune că: „Dacă predicția noastră este corectă, Ciclul Solar 24 va avea un număr maxim de 90 de pete solare, cel mai mic ciclu solar ca număr de pete din 1928, când Ciclul solar 16 a avut 78 de pete solare. Este tentant să descriem un astfel de ciclu ca fiind «slab» sau «ușor», dar acest lucru ar putea lăsa o impresie greșită. Chiar și un ciclu sub medie este capabil să producă condiții meteorologice spațiale severe. Marea furtună geomagnetică din 1859, de exemplu, a apărut în timpul unui ciclu solar de aproximativ aceeași mărime cu ciclul prezis pentru 2013”.
Richard Fisher, director al diviziei de heliofizică de la NASA, a dezvăluit că planeta Pământ va fi lovită de radiații magnetice provenite din exploziile solare care vor avea loc în 2013.
La 25 octombrie, două explozii solare consecutive de clasa X s-au produs în sectorul solar 1882, unde asemenea fenomene nu au fost observate din mai 2013. Acestea au fost urmate de o serie de explozii de clasa M.